# D.E.A. – Die Drogencops
D.E.A. – Die Drogencops (Originaltitel: D.E.A.) ist eine US-amerikanische Reality-TV-Fernsehserie. Sie wurde zwischen 2008 und 2009 von Al Roker Productions sowie Size 12 Productions für Spike TV produziert.

## Handlung
Die Serie zeigt die Arbeit einer Gruppe von Spezialagenten der Drug Enforcement Administration (D.E.A.), die Razzien in Häusern durchführen, die im Verdacht stehen, Drogen zu produzieren oder mit diesen zu handeln sowie die Ermittlungsarbeiten im Vorfeld.
Die erste Staffel wurde in Detroit im US-Bundesstaat Michigan gedreht und folgt der D.E.A.-Gruppe 14; sie besteht aus sechs Folgen, die vom 2. April 2008 bis zum 7. Mai 2008 ausgestrahlt wurden.
Die zweite Staffel ist in New York City und New Jersey angesiedelt und besteht aus neun Folgen, die vom 10. Februar 2009 bis zum 31. März 2009 ausgestrahlt wurden; sie folgt der D.E.A.-Sondereinheit „Gruppe 5-6“, die vom Hauptquartier der „DEA Newark Field Division“ in der 80 Mulberry Street, Newark, im Norden New Jerseys aus operiert.
Als Kommentator und Sprecher fungierte der Schauspieler Lance Henriksen.

## Hintergrund
D.E.A. – Die Drogencops basiert auf wahren Begebenheiten der Drug Enforcement Administration und dem „War on Drugs“.
Sie ist im dokumentarischen Stil des Cinéma vérité gedreht und zeigt kommentiertes Einsatzmaterial, voraufgezeichnete Einsatzplanungen und Filmaufnahmen von Nachrichtensendungen, die über die dargestellten Einsätze berichteten.
Während D.E.A. – Krieg den Drogen aus den Jahren 1990 und 1991 noch nachgestellte Szenen zeigte und eine klassische Krimiserie ist, handelt es sich bei D.E.A. – Die Drogencops um ein Reality-TV-Format.
Von 1991 bis 2004 strahlte A&E Network das Format Investigative Reports aus, das ähnlich D.E.A. – Krieg den Drogen ebenfalls Kriminalfälle nachstellte, aber bereits verstärkt auf Original-Einsatzmaterial setzen. Die Folgen 16 bis 21 der ersten Staffel von A&Es Investigative Reports beschäftigten sich ebenfalls mit Fällen der Drug Enforcement Administration; die beiden  Serienformate haben aber keinen direkten Bezug zueinander noch zu dieser Serie.

## Ausstrahlung und Episoden
Zwischen dem 2. April 2008 und 31. März 2009 wurde D.E.A. – Die Drogencops auf dem US-amerikanischen Fernsehsender Spike TV ausgestrahlt; die Fernsehserie wurde jedoch aufgrund geringer Einschaltquoten bereits nach 15 Folgen in zwei Staffeln abgesetzt.
In Deutschland wurde die Fernsehserie erstmals zwischen dem 7. Januar 2009 und dem 17. Juni 2010 auf dem Bezahlfernsehsender RTL Crime ausgestrahlt; es folgten mehrere Wiederholungen auf dem Sender bis in das Jahr 2012. Eine Verwertung außerhalb des Bezahlfernsehens fand nicht statt.
| Folge | Staffel | Deutscher Titel                           | Erstausstrahlung (DE) | Originaltitel (en)                      | Erstausstrahlung (USA) |
| ----- | ------- | ----------------------------------------- | --------------------- | --------------------------------------- | ---------------------- |
| 1     | 1       | Der Drogenboss                            | 7. Januar 2009        | D.E.A. vs. Heroin Kingpin               | 2. April 2008          |
| 2     | 1       | Tödliche Verfolgung                       | 14. Januar 2009       | Deadly Chase                            | 10. April 2008         |
| 3     | 1       | Die Ecstasy-Bande                         | 21. Januar 2009       | Operation Pill Grinder                  | 16. April 2008         |
| 4     | 1       | Der Undercover-Einsatz                    | 28. Januar 2009       | Up The Ladder                           | 23. April 2008         |
| 5     | 1       | Gefährliche Tarnung                       | 4. Februar 2009       | Deep Cover                              | 30. April 2008         |
| 6     | 1       | Die Haschisch-Farm                        | 11. Februar 2009      | Marijuana Grow House                    | 7. Mai 2008            |
| 7     | 2       | 6 Millionen $ Heroin                      | 22. April 2010        | Six Million Dollar Heroin Bust          | 10. Februar 2009       |
| 8     | 2       | Krieg gegen das Drogenkartell             | 29. April 2010        | Showdown With The Columbian Drug Cartel | 17. Februar 2009       |
| 9     | 2       | D.E.A.-Agenten gegen das Juarez-Kartell   | 6. Mai 2010           | D.E.A. vs. The Juarez Cartel            | 24. Februar 2009       |
| 10    | 2       | Blutiges Drogengeld                       | 13. Mai 2010          | The Million Dollar Money Drop           | 3. März 2009           |
| 11    | 2       | Undercover mit der Stripperin             | 20. Mai 2010          | Flip The Stripper                       | 10. März 2009          |
| 12    | 2       | Haschisch als Delikatesse                 | 27. Mai 2010          | Drug Dealing Deli                       | 17. März 2009          |
| 13    | 2       | Tödlicher Einsatz gegen die Kokain-Dealer | 3. Juni 2010          | Two Million Dollar Dead Drop            | 24. März 2009          |
| 14    | 2       | Das Drogenkartell                         | 10. Juni 2010         | The Undercover Cocaine Bust             | 31. März 2009          |
| 15    | 2       | Das Drogenschiff                          | 17. Juni 2010         | Big Rig Meth Bust                       | 31. März 2009          |

## Rezensionen
Die New York Times bewertete D.E.A. – Die Drogencops als „ein Argument dafür, dass der Trend zu [Reality-TV-] Sendungen über echte Menschen, die ihre Arbeit machen, beendet werden sollte“.